# Autodromo di Morano sul Po
Das Autodromo di Morano sul Po (auch Pista di Casale Monferrato) ist eine ehemalige Motorsport-Rennstrecke im piemontesischen Pontestura in Italien, welche von 1973 bis 1977 genutzt wurde.

## Geschichte

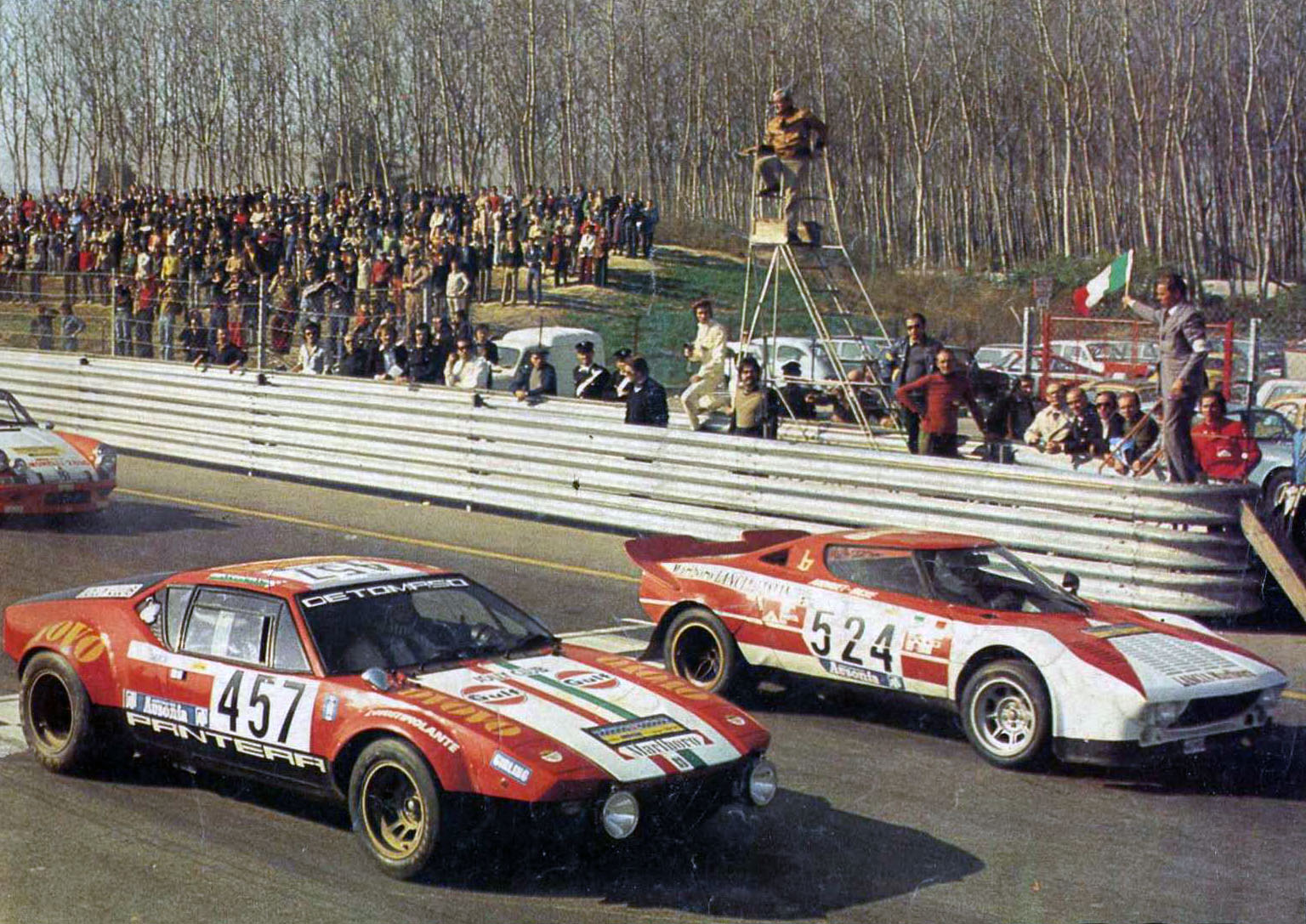
Rennen des Giro automobilistico d’Italia 1973

Das damalige Autodromo di Morano sul Po entstand aus dem Versuch Motorsport im Norden Italiens beliebter zu machen, nach dem Vorbild der Rennstrecken in Monza und Imola. Die Bauarbeiten begannen Anfang der 1970er-Jahre und wurden 1973 abgeschlossen. Im selben Jahr wurde der Rundkurs mit einer Runde von Arturo Merzario eröffnet.
Die Strecke hatte jedoch nur kurzen Bestand. Bereits 1975 klagten Anwohner über Lärmbelästigungen durch die Rennveranstaltungen, was zu Rechtsstreitigkeiten führte. Die Besitzer entschieden sich dazu, die Anzahl an Rennen ab 1976 zu reduzieren, was zu fallenden Zuschauerzahlen führte. Dies reichte jedoch nicht aus, um den Kurs zu retten und er wurde im Folgejahr aufgrund des Drucks und finanzieller Schwierigkeiten geschlossen.
Um unerlaubte Rennen auf der verlassenen Anlage zu verhindern wurde ein 500 Meter langer Teil am 18. August 1977 zerstört und die Strecke somit unbenutzbar gemacht. 1980 wurde sie neu asphaltiert, was Rennsportfans Hoffnungen auf eine Wiedereröffnung gab. Der Widerstand der Anwohner und Probleme mit den Behörden ließen dieses Projekt jedoch scheitern. In den Folgejahren wurde die Anlage verlassen und verfiel im Laufe der Jahre.
2022 erwarb die Tuningfirma Dimsport die Strecke und begann Renovierungsarbeiten. Heutzutage wird sie als private Teststrecke für Dimsport genutzt. Dazu wurden Szenen des Films Ferrari aus dem Jahr 2023 auf dieser gedreht.

## Die Strecke
Die Strecke war 2,460 Kilometer lang, umfasste 8 Kurven und war sowohl für Automobil- als auch für Motorradsport geeignet. Aufgrund der kurzen Länge war sie allerdings nur bedingt für internationalen Rennsport geeignet. Dank ihrer Lage in der Nähe von Turin war sie sowohl für Rennteams als auch Fans gut erreichbar.

## Veranstaltungen
Die Strecke wurde als Austragungsort verschiedener Rennserien, wie der italienischen Formel-3-Meisterschaft, bekannt. Auch der Giro automobilistico d’Italia war 1973 und 1974 auf dem Autodromo zu Gast, dazu kamen einige Schweizer Automobilrennserien ins Piemont, um das Motorsport-Verbot in der Schweiz zu umgehen. Zu den bekanntesten Rennfahrern, welche auf der Strecke fuhren, zählen Nelson Piquet, Riccardo Patrese, Lella Lombardi und Vittorio Brambilla. Insgesamt wurden auf dem Autodromo 1974 17 Rennen ausgetragen und über 100.000 Zuschauer gezählt.
1974 fand eine Runde der europäischen Interserie als einzige Internationale Veranstaltung auf der Strecke statt.